# Relations entre la Croatie et la France
Les relations entre la Croatie et la France sont des relations bilatérales s'exerçant au sein de l'Union européenne entre deux États membres de l'Union, la république de Croatie et la République française. Elles sont structurées par deux ambassades, l'ambassade de Croatie en France et l'ambassade de France en Croatie.
L'indépendance de la Croatie est reconnue par la France le 15 janvier 1992 et des relations diplomatiques formelles sont établies en avril 1992. Les deux pays entretiennent par ailleurs une coopération culturelle, scientifique et universitaire étroite, qui passe notamment par la promotion de langue française en Croatie.

## Histoire

### Premiers contacts
Les liens entre la Croatie et la France ont commencé par la diffusion des monastères en Croatie par les moines bénédictins français durant les années 800 et le début des années 900. La diffusion religieuse entre les deux régions commença avec l'influence française sur le catholicisme croate. En 925, la Croatie fut élevée au rang de royaume et les notions liées à la noblesse se répandirent rapidement. Les siècles qui suivirent la noblesse croate suivit les pratiques françaises, causant des controverses. Cela contribua à la diffusion d'un élitisme politique et social parmi les nobles et les monarques. Les relations entre la noblesse et la paysannerie causa notamment des révoltes. Cela contribua à éloigner la société croate de la culture française dont elle dénonçait l’élitisme. Toutefois, en 1040, des livres et reliquaires français furent achetés pour créer le premier diocèse de Zagreb.
L'historien français de la quatrième croisade Geoffroi de Villehardouin décrivit, en ancien français, la ville de Zagreb comme étant « l’une des villes les plus fortifiées au monde (…) et que l’on ne peut trouver plus belle, plus forte ou plus riche ville ». Au XIVe siècle, la langue française commença à se diffuser dans la société croate à partir de Zagreb. Les membres de la haute société croate étudiait à la Sorbonne à la fin du XVe siècle et influencèrent plus tard le paysage politique de leur pays. Parmi eux figurait Saro Gučetić, qui au nom de François Ier avec Soliman le Magnifique, négocia des traités secrets avec les États voisins. La diffusion de la littérature en France au XVIe siècle permis aux écrivains croates d'être traduit en français pour le public.
Les premières relations diplomatiques entre la Croatie et la France se firent par l’établissement d'un consulat à Dubrovnik. Les liens grandissant entre les deux pays furent appelés frančezarije, et furent formalisés par la première loge maçonnique française en Croatie. Avec la révolution française de 1789, les idées du Siècle des Lumières se diffusèrent dans la société croate ce qui conduisit à la création de clubs Jacobin à Zagreb et Dubrovnik.

### XIXesiècle

#### Provinces illyriennes
Durant l’expansion de l’Empire français, sous Napoléon Bonaparte, d'importantes portions de la Croatie et de la Slovénie, les Provinces illyriennes, furent contrôlées par les Français. En 1809, Napoléon Bonaparte et son administration établirent le chef-lieu du territoire à Ljubljana afin de lutter contre l'Empire autrichien. Les provinces ont eu quatre gouverneurs pendant leur période d'existence : Auguste-Frédéric-Louis Viesse de Marmont, Henri-Gatien Bertrand, Jean-Andoche Junot et Joseph Fouché.
Durant la période française, les langues officielles des provinces autonomes étaient l'allemand, le croate, le français, l'italien et le slovène. Bien que les Français n'aient pas entièrement aboli le système féodal, l'administration familiarisa la société des provinces illyriennes aux idéaux de la révolution française et avec la société bourgeoise contemporaine. Ils introduisirent l’égalité devant la loi, le service militaire obligatoire, un système fiscal uniforme (dont l'abolition de certains privilèges fiscaux) et introduisirent une administration moderne séparant l’État et l’Église (introduction du mariage civil, registre d'état-civil, etc.). Le système judiciaire fut également nationalisé. Les occupants rendirent théoriquement tous les citoyens égaux devant la loi pour la première fois.
La domination française sur les provinces illyriennes fut de courte durée mais contribua à renforcer la confiance nationale et la conscience des libertés. L'influence des territoires illyriens et le rejet de la domination autrichienne a permis la diffusion culturelle française. Ainsi, les villes croates de Zagreb, Split, Rijeka, Osijek, Zadar et  Velika Gorica ont conservé des coutumes issues des provinces illyriennes.

#### Milieu duXIXesiècle
Durant les années 1860, le système scolaire croate introduisit la langue française dans les études puis l'intégra formellement dans le cursus en 1876. L'écrivain français Émile Zola, dont la famille paternelle était originaire de Zadar, fut l'un des écrivains ayant soutenu ce mouvement.
À la même période, en 1868, le royaume de Croatie-Slavonie fut formé. Celui-ci faisait partie de l'Empire austro-hongrois (au sein du royaume de Hongrie) dont l'autonomie était régie par le compromis croato-hongrois.

### XXesiècle

#### Au sein de la Yougoslavie (1918-1992)
En 1918, l'État des Slovènes, Croates et Serbes rejoignit le royaume de Yougoslavie. En 1945, le royaume devint une république sous le nom de république fédérative socialiste de Yougoslavie. 
Du fait que la Yougoslavie appartenait au mouvement des non-alignés, la capitale croate put devenir, à la fin des années 1950, un centre culturel. Le philosophe français Jean-Paul Sartre visita Zagreb en 1960 et rencontra des écrivains et philosophes croates. Avec la dislocation de la Yougoslavie, la Croatie eut des difficultés à être reconnue internationalement. Les intellectuels français, tels que Mirko Grmek, natif de Croatie mais naturalisé français, contribua à obtenir le soutien de personnalités française pour venir en aide à la Croatie.

#### Indépendance et fin duXXesiècle
La France reconnut la Croatie le 15 janvier 1992 et établit des relations diplomatiques en avril de la même année.

### XXIesiècle

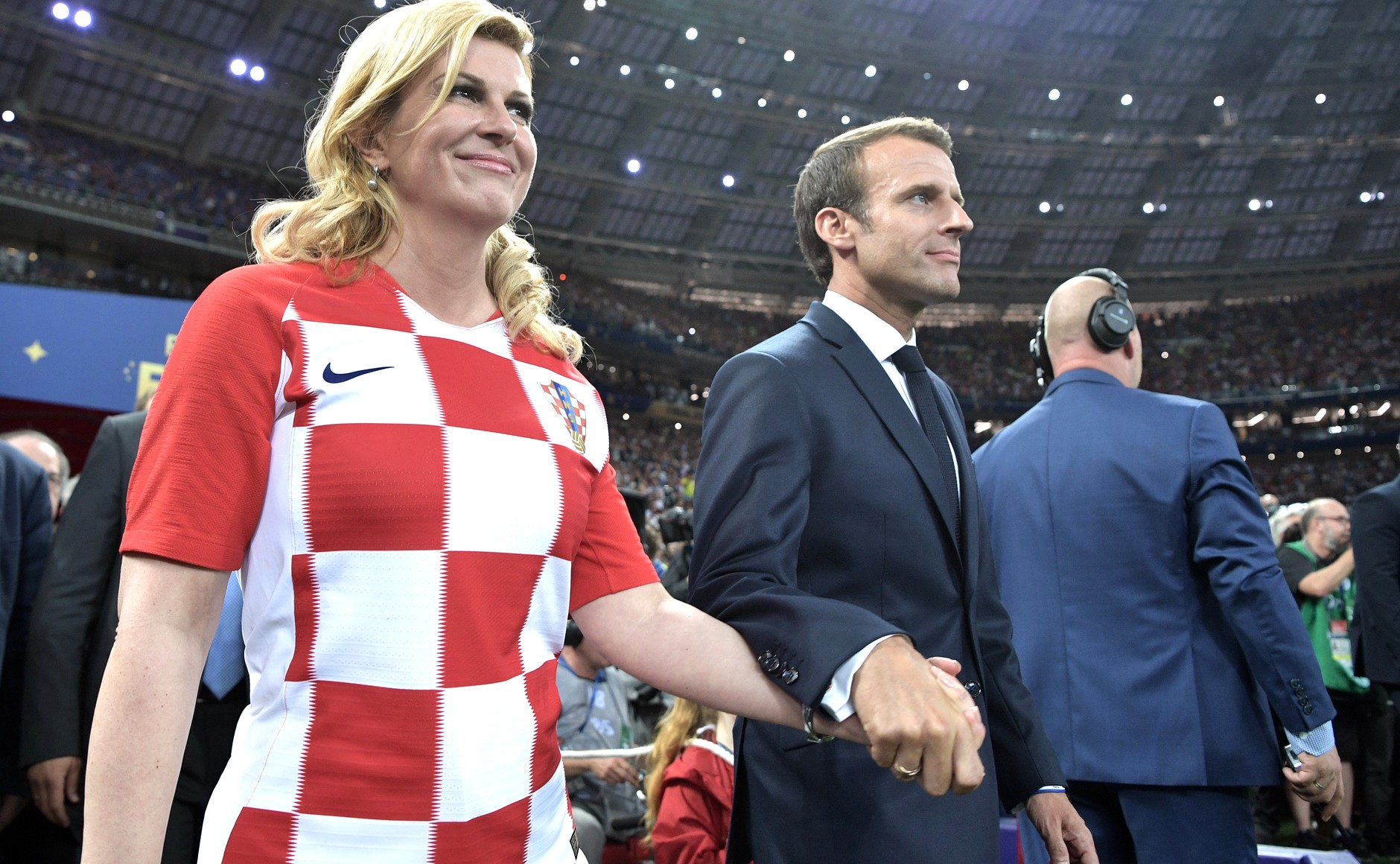
La présidente croate, Kolinda Grabar-Kitarović et Emmanuel Macron, le président de la République française, lors de la finale de la Coupe du monde 2018, le 15 juillet 2018.

Dès février 2003, le gouvernement d'Ivica Račan dépose la candidature de la Croatie à l’adhésion à l'Union européenne dont la France est membre fondateur.
Finalement, le 1er juillet 2013, la Croatie adhère à l’Union européenne.
Le 15 juillet 2018, la finale de la Coupe du monde de football 2018 se déroule au stade Loujniki de Moscou en Russie. Elle voit l'équipe de France s'imposer sur le score de 4-2 face à l'équipe de Croatie. Cette dernière n'avait auparavant pas dépassé la troisième place dans la compétition, atteinte lors de la Coupe du monde 1998 et dont l'épopée s'était arrêtée en demi-finale sur le score de 2-1 face à l'équipe de France, future vainqueur de l'édition. Il s'agit du deuxième sacre mondial des Bleus après 1998.

## Coopération thématique

### Économie
La France est en 2012 le neuvième partenaire économique de la Croatie derrière l'Italie, l'Allemagne, la Russie, la Chine, la Slovénie, l'Autriche, la Bosnie-Herzégovine et la Hongrie.